# Calificările pentru Campionatul Mondial de Fotbal 2018 (CAF) – runda a treia
A treia rundă a meciurilor CAF din Calificările pentru Campionatul Mondial FIFA 2018 s-a desfășurat între 7 octombrie 2016 și 6 noiembrie 2017.

## Format
În această grupă au intrat cele 20 de câștigătoare din a doua rundă. Au fost 5 grupe a câte 4 echipe. Fiecare câștigătoare de grupă s-a calificat la Campionatul Mondial de Fotbal 2018.

## Grupe
| Departajarea la Calificările pentru Campionatul Mondial FIFA 2018 |
| --- |
| În formatul turneului tur-retur, clasarea echipelor în fiecare grupă se bazează pe următoarele criterii (prevăzute în Articolele 20.6 și 20.7): 1. Puncte (3 puncte pentru o victorie, 1 punct pentru un egal, 0 puncte pentru o înfrângere) 2. Diferența de goluri 3. Golaveraj 4. Puncte în meciuri între echipe aflate la egalitate 5. Diferența de goluri în meciuri între echipe aflate la egalitate 6. Goluri marcate în meciuri între echipe aflate la egalitate 7. Goluri marcate în deplasare în meciuri între echipe aflate la egalitate (dacă egalitatea este doar între două echipe) 8. Meciuri play-off pe teren neutru (dacă sunt aprobate pe Comitetul de Organizare FIFA), cu prelungiri și lovituri de departajare dacă este nevoie |

### Grupa A
| Loc | Echipa       | MJ | V | E | Î | GM | GP | DG | Pct | Calificare                                              |
| --- | ------------ | -- | - | - | - | -- | -- | -- | --- | ------------------------------------------------------- |
| 1   | Tunisia (Q)  | 6  | 4 | 2 | 0 | 11 | 4  | +7 | 14  | Echipă calificată la Campionatul Mondial de Fotbal 2018 |
| 2   | RD Congo (E) | 6  | 4 | 1 | 1 | 14 | 7  | +7 | 13  |                                                         |
| 3   | Libia (E)    | 6  | 1 | 1 | 4 | 4  | 10 | −6 | 4   |                                                         |
| 4   | Guineea (E)  | 6  | 1 | 0 | 5 | 6  | 14 | −8 | 3   |                                                         |

| RD Congo                                 | 4–0                        | Libia |
| ---------------------------------------- | -------------------------- | ----- |
| Mbokani 6', 56' Bolingi 45+2' Mubele 69' | Report (FIFA) Report (CAF) |       |

| Tunisia                   | 2–0                        | Guineea |
| ------------------------- | -------------------------- | ------- |
| Abdennour 58' Akaïchi 80' | Report (FIFA) Report (CAF) |         |

| Libia | 0–1                        | Tunisia           |
| ----- | -------------------------- | ----------------- |
|       | Report (FIFA) Report (CAF) | Khazri 50' (pen.) |

| Guineea           | 1–2                        | RD Congo               |
| ----------------- | -------------------------- | ---------------------- |
| Soumah 23' (pen.) | Report (FIFA) Report (CAF) | Kebano 54' Bolasie 56' |

| Guineea                                    | 3–2                        | Libia                |
| ------------------------------------------ | -------------------------- | -------------------- |
| Keïta 7' D. Camara 22' Alk. Bangoura 90+3' | Report (FIFA) Report (CAF) | Sabbou 87' Zuway 88' |

| Tunisia                        | 2–1                        | RD Congo    |
| ------------------------------ | -------------------------- | ----------- |
| Meriah 18' (pen.) Chaalali 47' | Report (FIFA) Report (CAF) | Bakambu 43' |

| Libia       | 1–0                        | Guineea |
| ----------- | -------------------------- | ------- |
| Elhouni 36' | Report (FIFA) Report (CAF) |         |

| RD Congo             | 2–2                        | Tunisia                   |
| -------------------- | -------------------------- | ------------------------- |
| Mbemba 9' M'Poku 47' | Report (FIFA) Report (CAF) | Moke 77' (aut.) Badri 79' |

| Guineea   | 1–4                        | Tunisia                               |
| --------- | -------------------------- | ------------------------------------- |
| Keïta 36' | Report (FIFA) Report (CAF) | Msakni 45+2', 74', 90+6' Ben Amor 83' |

| Libia             | 1–2                        | RD Congo               |
| ----------------- | -------------------------- | ---------------------- |
| Ali Elmusrati 69' | Report (FIFA) Report (CAF) | Bakambu 50' Mubele 75' |

| Tunisia | 0–0                        | Libia |
| ------- | -------------------------- | ----- |
|         | Report (FIFA) Report (CAF) |       |

| RD Congo                                            | 3–1                        | Guineea          |
| --------------------------------------------------- | -------------------------- | ---------------- |
| Sidibé 61' (o.g.) Bolingi 90+2' (pen.) Kebano 90+3' | Report (FIFA) Report (CAF) | Keita Junior 76' |

### Grupa B
| Loc | Echipa      | MJ | V | E | Î | GM | GP | DG | Pct | Calificare                                              |
| --- | ----------- | -- | - | - | - | -- | -- | -- | --- | ------------------------------------------------------- |
| 1   | Nigeria (Q) | 6  | 4 | 2 | 0 | 12 | 4  | +8 | 14  | Echipă calificată la Campionatul Mondial de Fotbal 2018 |
| 2   | Zambia (E)  | 6  | 2 | 2 | 2 | 7  | 6  | +1 | 8   |                                                         |
| 3   | Camerun (E) | 6  | 1 | 4 | 1 | 7  | 9  | −2 | 7   |                                                         |
| 4   | Algeria (E) | 6  | 0 | 2 | 4 | 4  | 11 | −7 | 2   |                                                         |

| Zambia      | 1–2                        | Nigeria                 |
| ----------- | -------------------------- | ----------------------- |
| Mbesuma 71' | Report (FIFA) Report (CAF) | Iwobi 32' Iheanacho 42' |

| Algeria    | 1–1                        | Camerun       |
| ---------- | -------------------------- | ------------- |
| Soudani 7' | Report (FIFA) Report (CAF) | Moukandjo 24' |

| Camerun                | 1–1                        | Zambia      |
| ---------------------- | -------------------------- | ----------- |
| Aboubakar 45+5' (pen.) | Report (FIFA) Report (CAF) | Mbesuma 34' |

| Nigeria                    | 3–1                        | Algeria      |
| -------------------------- | -------------------------- | ------------ |
| Moses 25', 90+2' Mikel 42' | Report (FIFA) Report (CAF) | Bentaleb 67' |

| Nigeria                                      | 4–0                        | Camerun |
| -------------------------------------------- | -------------------------- | ------- |
| Ighalo 29' Mikel 42' Moses 55' Iheanacho 76' | Report (FIFA) Report (CAF) |         |

| Zambia                  | 3–1                        | Algeria     |
| ----------------------- | -------------------------- | ----------- |
| Mwila 6', 32' Mwepu 88' | Report (FIFA) Report (CAF) | Brahimi 53' |

| Camerun              | 1–1                        | Nigeria   |
| -------------------- | -------------------------- | --------- |
| Aboubakar 75' (pen.) | Report (FIFA) Report (CAF) | Simon 30' |

| Algeria | 0–1                        | Zambia   |
| ------- | -------------------------- | -------- |
|         | Report (FIFA) Report (CAF) | Daka 66' |

| Nigeria   | 1–0                        | Zambia |
| --------- | -------------------------- | ------ |
| Iwobi 73' | Report (FIFA) Report (CAF) |        |

| Camerun             | 2–0                        | Algeria |
| ------------------- | -------------------------- | ------- |
| Njié 25' Pangop 88' | Report (FIFA) Report (CAF) |         |

| Algeria            | 1–1                        | Nigeria |
| ------------------ | -------------------------- | ------- |
| Brahimi 88' (pen.) | Report (FIFA) Report (CAF) | Ogu 63' |

| Zambia             | 2–2                        | Camerun                       |
| ------------------ | -------------------------- | ----------------------------- |
| Daka 26' Mwila 64' | Report (FIFA) Report (CAF) | Zambo Anguissa 31' Yaya 90+1' |

### Grupa C
| Loc | Echipa               | MJ | V | E | Î | GM | GP | DG  | Pct | Calificare                                              |
| --- | -------------------- | -- | - | - | - | -- | -- | --- | --- | ------------------------------------------------------- |
| 1   | Maroc (Q)            | 6  | 3 | 3 | 0 | 11 | 0  | +11 | 12  | Echipă calificată la Campionatul Mondial de Fotbal 2018 |
| 2   | Coasta de Fildeș (E) | 6  | 2 | 2 | 2 | 7  | 5  | +2  | 8   |                                                         |
| 3   | Gabon (E)            | 6  | 1 | 3 | 2 | 2  | 7  | −5  | 6   |                                                         |
| 4   | Mali (E)             | 6  | 0 | 4 | 2 | 1  | 9  | −8  | 4   |                                                         |

| Gabon | 0–0                        | Maroc |
| ----- | -------------------------- | ----- |
|       | Report (FIFA) Report (CAF) |       |

| Coasta de Fildeș                                | 3–1                        | Mali            |
| ----------------------------------------------- | -------------------------- | --------------- |
| Kodjia 26' S. Coulibaly 31' (aut.) Gervinho 34' | Report (FIFA) Report (CAF) | S. Yatabaré 18' |

| Mali | 0–0                        | Gabon |
| ---- | -------------------------- | ----- |
|      | Report (FIFA) Report (CAF) |       |

| Maroc | 0–0                        | Coasta de Fildeș |
| ----- | -------------------------- | ---------------- |
|       | Report (FIFA) Report (CAF) |                  |

| Maroc                                                           | 6–0                        | Mali |
| --------------------------------------------------------------- | -------------------------- | ---- |
| Ziyech 19' (pen.), 61' Boutaïb 27' Hakimi 72' Fajr 86' Mahi 88' | Report (FIFA) Report (CAF) |      |

| Gabon | 0–3                        | Coasta de Fildeș            |
| ----- | -------------------------- | --------------------------- |
|       | Report (FIFA) Report (CAF) | Gradel 53' Doumbia 77', 83' |

| Coasta de Fildeș | 1–2                        | Gabon               |
| ---------------- | -------------------------- | ------------------- |
| Cornet 58'       | Report (FIFA) Report (CAF) | Méyé 19' Lemina 29' |

| Mali | 0–0                        | Maroc |
| ---- | -------------------------- | ----- |
|      | Report (FIFA) Report (CAF) |       |

| Mali | 0–0                        | Coasta de Fildeș |
| ---- | -------------------------- | ---------------- |
|      | Report (FIFA) Report (CAF) |                  |

| Maroc                 | 3–0                        | Gabon |
| --------------------- | -------------------------- | ----- |
| Boutaïb 38', 56', 72' | Report (FIFA) Report (CAF) |       |

| Gabon | 0–0                        | Mali |
| ----- | -------------------------- | ---- |
|       | Report (FIFA) Report (CAF) |      |

| Coasta de Fildeș | 0–2                        | Maroc                 |
| ---------------- | -------------------------- | --------------------- |
|                  | Report (FIFA) Report (CAF) | Dirar 25' Benatia 30' |

### Grupa D
| Loc | Echipa            | MJ | V | E | Î | GM | GP | DG | Pct | Calificare                                              |
| --- | ----------------- | -- | - | - | - | -- | -- | -- | --- | ------------------------------------------------------- |
| 1   | Senegal (Q)       | 6  | 4 | 2 | 0 | 10 | 3  | +7 | 14  | Echipă calificată la Campionatul Mondial de Fotbal 2018 |
| 2   | Burkina Faso (E)  | 6  | 2 | 3 | 1 | 10 | 6  | +4 | 9   |                                                         |
| 3   | Capul Verde (E)   | 6  | 2 | 0 | 4 | 4  | 12 | −8 | 6   |                                                         |
| 4   | Africa de Sud (E) | 6  | 1 | 1 | 4 | 7  | 10 | −3 | 4   |                                                         |

| Burkina Faso  | 1–1                        | Africa de Sud |
| ------------- | -------------------------- | ------------- |
| Diawara 90+1' | Report (FIFA) Report (CAF) | Furman 80'    |

| Senegal           | 2–0                        | Capul Verde |
| ----------------- | -------------------------- | ----------- |
| Keita 24' Sow 80' | Report (FIFA) Report (CAF) |             |

| Africa de Sud                      | Anulat                     | Senegal    |
| ---------------------------------- | -------------------------- | ---------- |
| Hlatshwayo 43' Serero 45+1' (pen.) | Report (FIFA) Report (CAF) | N'Doye 75' |

| Capul Verde | 0–2                        | Burkina Faso            |
| ----------- | -------------------------- | ----------------------- |
|             | Report (FIFA) Report (CAF) | Diawara 2' Nakoulma 29' |

| Capul Verde                | 2–1                        | Africa de Sud |
| -------------------------- | -------------------------- | ------------- |
| Nuno Rocha 33', 38' (pen.) | Report (FIFA) Report (CAF) | Rantie 14'    |

| Senegal | 0–0                        | Burkina Faso |
| ------- | -------------------------- | ------------ |
|         | Report (FIFA) Report (CAF) |              |

| Africa de Sud | 1–2                        | Capul Verde              |
| ------------- | -------------------------- | ------------------------ |
| Jali 89'      | Report (FIFA) Report (CAF) | Garry Rodrigues 52', 67' |

| Burkina Faso                      | 2–2                        | Senegal           |
| --------------------------------- | -------------------------- | ----------------- |
| Traoré 9' Pape N'Diaye 88' (aut.) | Report (FIFA) Report (CAF) | Sarr 27' Mané 75' |

| Africa de Sud                   | 3–1                        | Burkina Faso  |
| ------------------------------- | -------------------------- | ------------- |
| Tau 1' Zwane 33' Vilakazi 45+1' | Report (FIFA) Report (CAF) | A. Traoré 87' |

| Capul Verde | 0–2                        | Senegal                |
| ----------- | -------------------------- | ---------------------- |
|             | Report (FIFA) Report (CAF) | Sakho 81' N'Doye 90+2' |

| Africa de Sud | 0–2                        | Senegal                     |
| ------------- | -------------------------- | --------------------------- |
|               | Report (FIFA) Report (CAF) | Sakho 12' Mkhize 38' (aut.) |

| Burkina Faso                           | 4–0                        | Capul Verde |
| -------------------------------------- | -------------------------- | ----------- |
| Nakoulma 45+1', 58', 63' Diawara 90+4' | Report (FIFA) Report (CAF) |             |

| Senegal                  | 2–1                        | Africa de Sud |
| ------------------------ | -------------------------- | ------------- |
| Ngurtte 55' Mbodji 90+3' | Report (FIFA) Report (CAF) | Tau 65'       |

### Grupa E
| Loc | Echipa     | MJ | V | E | Î | GM | GP | DG | Pct | Calificare                                              |
| --- | ---------- | -- | - | - | - | -- | -- | -- | --- | ------------------------------------------------------- |
| 1   | Egipt (Q)  | 6  | 4 | 1 | 1 | 8  | 3  | +5 | 13  | Echipă calificată la Campionatul Mondial de Fotbal 2018 |
| 2   | Uganda (E) | 6  | 2 | 3 | 1 | 3  | 2  | +1 | 9   |                                                         |
| 3   | Ghana (E)  | 6  | 1 | 4 | 1 | 7  | 5  | +2 | 7   |                                                         |
| 4   | Congo (E)  | 6  | 0 | 2 | 4 | 5  | 12 | −7 | 2   |                                                         |

| Ghana | 0–0                        | Uganda |
| ----- | -------------------------- | ------ |
|       | Report (FIFA) Report (CAF) |        |

| Congo    | 1–2                        | Egipt                 |
| -------- | -------------------------- | --------------------- |
| Doré 24' | Report (FIFA) Report (CAF) | M. Salah 41' Said 58' |

| Uganda   | 1–0                        | Congo |
| -------- | -------------------------- | ----- |
| Miya 18' | Report (FIFA) Report (CAF) |       |

| Egipt                        | 2–0                        | Ghana |
| ---------------------------- | -------------------------- | ----- |
| M. Salah 43' (pen.) Said 86' | Report (FIFA) Report (CAF) |       |

| Uganda   | 1–0                        | Egipt |
| -------- | -------------------------- | ----- |
| Okwi 51' | Report (FIFA) Report (CAF) |       |

| Ghana       | 1–1                        | Congo       |
| ----------- | -------------------------- | ----------- |
| Partney 85' | Report (FIFA) Report (CAF) | Bifouma 18' |

| Congo           | 1–5                        | Ghana                                   |
| --------------- | -------------------------- | --------------------------------------- |
| Illoy-Ayyet 43' | Report (FIFA) Report (CAF) | Boakye 23', 85' Partney 26', 45+2', 69' |

| Egipt       | 1–0                        | Uganda |
| ----------- | -------------------------- | ------ |
| M. Salah 6' | Report (FIFA) Report (CAF) |        |

| Uganda | 0–0                        | Ghana |
| ------ | -------------------------- | ----- |
|        | Report (FIFA) Report (CAF) |       |

| Egipt                      | 2–1                        | Congo            |
| -------------------------- | -------------------------- | ---------------- |
| M. Salah 63', 90+5' (pen.) | Report (FIFA) Report (CAF) | Bouka Moutou 88' |

| Congo      | 1–1                        | Uganda     |
| ---------- | -------------------------- | ---------- |
| Baudry 10' | Report (FIFA) Report (CAF) | Karisa 11' |

| Ghana     | 1–1                        | Egipt         |
| --------- | -------------------------- | ------------- |
| Gyasi 64' | Report (FIFA) Report (CAF) | Shikabala 61' |

## Marcatori
- Au fost marcate 144 goluri în 61 meciuri.

5 goluri
- Mohamed Salah

4 goluri
- Préjuce Nakoulma
- Thomas Partey
- Khalid Boutaïb

3 goluri
- Victor Moses
- Youssef Msakni
- Brian Mwila

2 goluri
- Percy Tau
- Yacine Brahimi
- Banou Diawara
- Alain Traoré
- Vincent Aboubakar
- Nuno Rocha
- Garry Rodrigues
- Seydou Doumbia
- Cédric Bakambu
- Jonathan Bolingi
- Neeskens Kebano
- Dieumerci Mbokani
- Firmin Ndombe Mubele
- Abdallah Said
- Richmond Boakye
- Naby Keïta
- Hakim Ziyech
- Kelechi Iheanacho
- Alex Iwobi
- John Obi Mikel
- Cheikh N'Doye
- Diafra Sakho
- Mohamed Ben Amor
- Patson Daka
- Collins Mbesuma

1 gol
- Dean Furman
- Thulani Hlatshwayo
- Andile Jali
- Tokelo Rantie
- Thulani Serero
- Sibusiso Vilakazi
- Themba Zwane
- Nabil Bentaleb
- El Arabi Hillel Soudani
- Issoufou Dayo
- Bertrand Traoré
- André-Frank Zambo Anguissa
- Benjamin Moukandjo
- Clinton N'Jie
- Franck Pangop
- Banana Yaya
- Maxwel Cornet
- Gervinho
- Max Gradel
- Jonathan Kodjia
- Marvin Baudry
- Thievy Bifouma
- Arnold Bouka Moutou
- Férébory Doré
- Vladis-Emmerson Illoy-Ayyet
- Yannick Bolasie
- Chancel Mbemba
- Paul-José M'Poku
- Shikabala
- Mario Lemina
- Axel Méyé
- Edwin Gyasi
- Alkhaly Bangoura
- Demba Camara
- Keita Karamokoba
- Seydouba Soumah
- Hamdou Elhouni
- Almoatasembellah Mohamed
- Motasem Sabbou
- Akram Zuway
- Sambou Yatabaré
- Mehdi Benatia
- Nabil Dirar
- Fayçal Fajr
- Achraf Hakimi
- Mimoun Mahi
- Odion Ighalo
- John Ogu
- Moses Simon
- Keita Baldé Diao
- Kara Mbodji
- Sadio Mané
- Opa Nguette
- Ismaïla Sarr
- Moussa Sow
- Aymen Abdennour
- Anice Badri
- Änis Ben-Hatira
- Ghailene Chaalali
- Wahbi Khazri
- Yassine Meriah
- Milton Karisa
- Farouk Miya
- Emmanuel Okwi
- Enock Mwepu

1 autogol
- Thamsanqa Mkhize (Jucând contra Senegalului)
- Wilfred Moke (Jucând contra Tunisiei)
- Ousmane Sidibé ((Jucând contra Republicii Democratice Congo)
- Salif Coulibaly (Jucând contra Coastei de Fildeș)